# Michael Bär
Pour les articles homonymes, voir Bär.
Michael Bär (né le 12 mars 1988 à Zoug) est un coureur cycliste suisse.

## Biographie
En catégorie junior, Michael Bär remporte Paris-Roubaix en 2005 et est champion de Suisse du contre-la-montre et de la course en ligne en 2006.
De 2007 à 2009, il est membre de l'équipe continentale suisse Nazionale Elettronica New Slot-Hadimec. Il rejoint Atlas Personal-BMC, autre équipe suisse de même statut en 2010. Il remporte le championnat de Suisse sur route espoirs et participe aux championnats du monde sur route où il abandonne lors de la course en ligne des moins de 23 ans.
En 2011, il est recruté par l'équipe continentale professionnelle allemande Team NetApp.

## Palmarès
- 2004
  - 2e du championnat de Suisse sur route débutants
- 2005
  - Paris-Roubaix juniors
  - 2e du championnat de Suisse sur route juniors
- 2006
  -  Champion de Suisse sur route juniors
  -  Champion de Suisse du contre-la-montre par équipes juniors[n 1]
  - 2e étape du Tour de Lorraine juniors
  - 4e étape du Grand Prix Rüebliland
- 2009
  - 2e du Prix des Vins Henri Valloton
- 2010
  -  Champion de Suisse sur route espoirs
  - 4e étape du Tour de Thuringe
  - 3e du Giro del Mendrisiotto
- 2012
  - 3e du Championnat de Zurich amateurs

## Classements mondiaux
| Année           | 2009   | 2010 |
| --------------- | ------ | ---- |
| UCI Europe Tour | 1 201e | 920e |